# Збагачення корисних копалин у аеросуспензіях

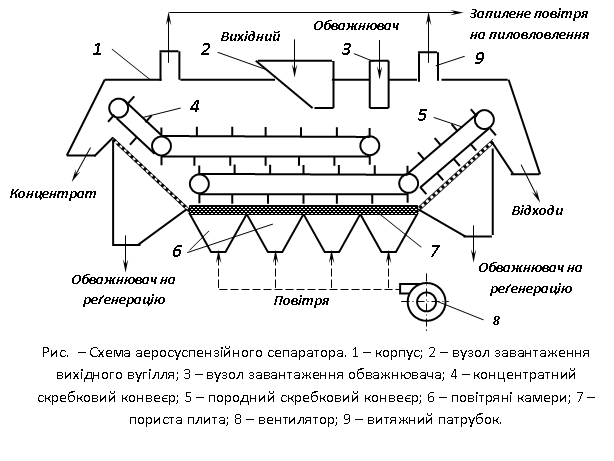

Збагачення корисних копалин у аеросуспензіях (рос. обогащение полезных ископаемых в аэросуспензиях, англ. dry preparation, нім. Luftsuspensionsaufbereitung f) — метод сухого збагачення корисних копалин, який базується на використанні принципу псевдозрідження тонкодисперсних сипучих матеріалів під дією проникаючих через шар матеріалу вертикальних повітряних потоків.

## Загальна характеристика
Процес збагачення в аеросуспензіях оснований на застосуванні явища псевдозрідження тонкодисперсних сипучих матеріалів під дією висхідного повітряного потоку.
Аеросуспензії, які виникають при псевдозрідженні, застосовуються як сухе важке середовище для ґравітаційного розділення частинок різної густини. Як дисперсна фаза аеросуспензії використовуються порошкоподібні сипучі матеріали — пісок, тонкодисперсний магнетит, ґаленіт, апатит, оолітова бурозалізнякова руда, ґранульований феросиліцій та ін. матеріали крупністю 0,15-0,5 мм. На базі магнетитових руд і їх концентратів можна одержати аеросуспензії густиною до 2200 кг/м3. При використанні трикомпонентної суміші (кварц, магнетит, феросиліцій) можна одержати по висоті «киплячого» шару такі зони густин розділення: 1100—1400, 1700—2200, 2600 — 3300 кг/м3.

## Аеросуспензійний сепаратор СВС-100

Схема дослідно-промислового зразка аеросуспензійного сепаратора СВС-100 наведена на рис. Сепаратор складається з корпуса 1, в нижній частині якого роз-міщена пориста плита 7. Ця плита (технічна повсть, пориста кераміка) служить для забезпечення рівномірного розташування повітряного потоку на елементарні струминки (цівочки) з мінімальним перетином і створення однорідної аеросуспензії. Під пористу плиту 7 через повітряні камери 6 вентилятором 8 подається повітря, яке при проходженні крізь шар обважнювача, що подається в сепаратор пристроєм 3, зважує його і створює аеросуспензію. Вихідне вугілля спеціальним живильником 2 подається на поверхню суспензії, де воно розділяється на легкий продукт (концентрат), що видаляється скребковим конвеєром 4, і важкий продукт, що видаляється скребковим конвеєром 5. Обважнювач відділяється від продуктів збагачення на бокових ситах і направляється на реґенерацію. Спосіб реґенерації обважнювача вибирається залежно від його фізичних і властивостей характеристики збагачуваного вугілля. Для реґенерації обважнювача можна використовувати магнітну і електричну сепарацію.
Запилене повітря відсмоктується через патрубки 9. Повітряна система сепаратора повинна функціонувати таким чином, щоб тиск усередині сепаратора (над аеросуспензією) був нижче атмосферного, завдяки чому виключається запилення робочого приміщення.
В промислових умовах застосовується, зокрема, сепаратор СВС-100 Карагандинського машинобудівного заводу № 2 ім. Пархоменка. Крупність збагачуваного вугілля — 25-100 мм. Продуктивність сепаратора — до 100 т/год.
Технічна характеристика аеросуспензійного сепаратора СВС-100